# Adoxotoma
Genre
Adoxotoma est un genre d'araignées aranéomorphes de la famille des Salticidae.

## Distribution
Les espèces de ce genre se rencontrent en Australie et en Nouvelle-Zélande.

## Liste des espèces
Selon World Spider Catalog (version 18.0, 03/03/2017) :
- Adoxotoma bargo Żabka, 2001
- Adoxotoma chionopogon Simon, 1909
- Adoxotoma embolica Gardzińska & Żabka, 2010
- Adoxotoma forsteri Żabka, 2004
- Adoxotoma hannae Żabka, 2001
- Adoxotoma justyniae Żabka, 2001
- Adoxotoma nigroolivacea Simon, 1909
- Adoxotoma nitida Gardzińska & Żabka, 2010
- Adoxotoma nodosa (L. Koch, 1879)
- Adoxotoma sexmaculata Gardzińska & Żabka, 2010

## Publication originale
- Simon, 1909 : Araneae. 2e partie. Die Fauna Sudwest-Australiens. Jena, vol. 2, no 13, p. 152-212 (texte intégral).